# Ellen Stampe
Ellen Stampe (født 1976) er en dansk forfatter, journalist og foredragsholder.
Under Pernille-sagen var hun tilknyttet Nyhedsavisen og dækkede sagen intensivt.
Hun driver nu bureauet Jysk Forfatterservice og arbejder freelance.
Stampe har skrevet journalistiske dokumentarbøger, blandt andet Mysteriet om Pernille om Pernille-sagen og bogen Tilst-sagen.
Hun holder foredrag om Pernille-sagen.

## Biografi
- Tilst-sagen, (2009)
- Mysteriet om Pernille, (2010)
- Marie – Direktør, millionær & mor (2010)
- De siger, jeg lyver (2010)
- Uegnet som far (2011)
- Morakker - fortællingen om den korrupte betjent (2012)